# Giacomo Pisano
Giacomo Pisano, detto Francatrippa (Pedace, ... – Tiriolo, settembre 1808), è stato un brigante italiano.

## Biografia
I primi documenti relativi a Giacomo Pisano riguardano le lotte tra la popolazione locale e i francesi. Era noto per il suo forte astio verso gli invasori ed è riconosciuto da molti storici come uno dei più feroci briganti calabresi. Il brigante venne descritto dagli storici Luigi Maria Greco, Umberto Caldora, Alexandre Dumas, Milton Finley e Giuseppe Abbruzzo. Suo figlio Domenico morì combattendo i francesi a Mileto e sua figlia Rosa partecipò alla generale rivolta antifrancese. Si afferma che i suoi eccessi mostrano come sia nata "la leggenda della ferocia pedacise" Alcune fonti indicano che la sua famiglia era originaria di Serra Pedace. Secondo altre fonti è Pedace il paese di origine di Francatrippa. Pedace in quegli anni fu teatro di durissimi scontri fra realisti e francesi. In particolare, il paese fu vittima di attacchi distruttivi da parte dei francesi, come ritorsioni contro i briganti del posto. Il famoso "Sacco di Pedace" rappresenta il culmine della lotta fra le due fazioni nel quale l'odio verso i francesi si sovrappose a dinamiche locali di avversione nei confronti della famiglia dei Leonetti che commetteva usurpazioni e abusi di ogni tipo sul resto della popolazione.

Il paese desolato e impoverito a causa delle tribolazioni di quegli anni manteneva la sua forte avversione nei confronti dei francesi. Dopo un primo insuccesso a Rovito, Pisano fu sempre più convinto a lottare contro i francesi. Si accampò con 200 uomini nel bosco della noce, nei pressi di Acri, per poi assediarla e conquistarla, liberando gli incarcerati. Si nominò presidente del tribunale del popolo e commettendo ogni nefandezza, il 21 agosto 1806 assalì Bisignano. Il 3 ottobre 1806 attaccò San Pietro in Guarano alla testa di 600 uomini insieme a Lorenzo Martire, e ai realisti di Rovito guidati da Serafino Clemente. Piombarono sui francesi guidati da Deguisanges mettendoli in fuga e facendo 23 prigionieri. Questi vennero poi arsi vivi nella piazza del paese. Tentarono un successivo attacco ad Aprigliano ma furono respinti. Francatrippa si trasferì nel Crotonese attaccando Crotone, Scandale, San Mauro e il 16 gennaio anche San Giovanni in Fiore. Nonostante fosse alla guida di 2000 uomini, i 400 soldati del presidio riuscirono a respingerlo. Si rifugiò sulle alture di Rogliano.

### La trappola di Parenti
Il brigante conosceva perfettamente i dintorni di Rogliano e riusciva a sottrarsi a tutti i tentativi fatti per arrestarlo. Si appiattava sulle alture e fermava i corrieri, impossessandosi dei dispacci per inviarli in Sicilia. Verso il settembre 1807, una compagnia di circa 80 volteggiatori francesi attraversava la Sila per andare da Catanzaro a Cosenza. I francesi erano inconsapevoli di esser tenuti d'occhio dalla banda di Francatrippa. Sfortunatamente i soldati smarrirono la strada in prossimità di Parenti. Il brigante raggiunse il villaggio prima di loro e tenne loro un'insidia. Si presentò loro come comandante della guardia nazionale, dicendo che veniva da parte del comune per offrire ristoro ed ospitalità. Gli ufficiali caddero nel tranello e si fecero convincere a riporre le armi dinanzi alle case. Un colpo di fucile fu il segnale per scatenare l'inferno. Solo 7 militari francesi scamparono al massacro, mentre il resto della compagnia fu trucidato. Quando la notizia si diffuse fuori Cosenza, venne dato l'ordine di radere al suolo il villaggio e di passare gli abitanti a fil di spada. Il paese fu trovato deserto perché gli abitanti e i briganti si erano dileguati in tempo; venne distrutto ugualmente. Poche settimane dopo, alcuni esploratori dei briganti ne tradirono la presenza in prossimità delle rovine. Nel mese di dicembre, vennero inviati 120 uomini per cercare di sorprenderlo. Parenti era però irraggiungibile dalla valle perché il torrente che l'attraversa è inguadabile nei mesi invernali. Per non passare nei pressi del villaggio decisero di fare un giro dalla foresta, chiudendo una delle possibili vie di fuga. Un altro battaglione invece venne posizionato nei pressi di Parenti. L'assalto venne effettuato all'alba. Si udirono delle fucilate che fecero accorrere i soldati nella convinzione di avere i briganti in pugno. Francatrippa e i suoi però si erano allontanati per tempo. Gli spari erano stati effettuati da alcuni contadini. Uno di questi fu catturato perché venne ferito ad una gamba. Si giustificò dicendo che avevano sparato credendo che i soldati fossero briganti non riuscendo comunque a convincerli. Nella paura che lo fucilassero si offrì, se fosse stato graziato, di svelare un magazzino di viveri nelle vicinanze. I soldati accettarono e scoprirono una caverna, adibita a magazzino, piena di vivande e vini eccellenti. Francatrippa si imbarcò per la Sicilia. La sua ferocia venne notata anche lì. Si passò dai proclami di condanna del generale Stuart e dell'ammiraglio Martin alle taglie. A Messina, il 13 giugno, il Mackenzie prometteva un premio di 200 "pezze" per la cattura di Francatrippa e di Francesco Moscato alias il Bizzarro.

### La morte
Nel settembre del 1808 durante un assalto a Tiriolo, nella provincia di Catanzaro, mentre dava alle fiamme la casa di un prete, venne colpito in pieno volto da quest'ultimo con una fucilata. In fin di vita chiese ai suoi di vendicarlo e pregò di esser incenerito. Questi, presero atto della sua richiesta e lo gettarono ancora morente tra le fiamme che lui stesso aveva attizzato.